# コンゴ共和国の行政区画

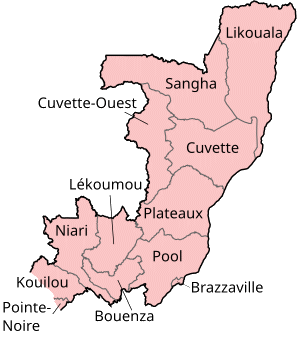
コンゴ共和国の県

コンゴ共和国は12の県（Département, デパルトマン）に区分される。また県は郡（地区とも訳される、District）とコミューン（市、Commune）に細分化される。これより下位の区画を含めると、最大で4層となる。
同国最大都市でかつ首都であるブラザヴィルと第二の都市ポワントノワールはコミューンであるが県と同格の地位が与えられている。

## 県
コンゴ共和国における最上級の行政区画である。2002年までは州（または地方）と呼ばれていた。
特徴としてブラザヴィルとポワントノワールの2県/市が同国人口の6割を占め、残りの10県は人口・人口密度ともに低い。面積は北につれて大きくなる傾向にある。
| 県名                | 仏名          | 県都             | 県都仏名     | 人口 (2023年) | 面積 (km2) | 人口密度 (人/km2) |
| ------------------- | ------------- | ---------------- | ------------ | ------------- | ---------- | ----------------- |
| ブエンザ県          | Bouenza       | マディング       | Madingou     | 363,850       | 12,266     | 29.7              |
| キュヴェト県        | Cuvette       | オワンド         | Owando       | 316,599       | 48,250     | 6.6               |
| 西キュヴェト県      | Cuvette-Ouest | エウォ           | Ewo          | 119,328       | 26,600     | 4.5               |
| クイル県            | Kouilou       | ロアンゴ         | Loango       | 97,362        | 12,517     | 7.8               |
| レクム県            | Lékoumou      | シビティ         | Sibiti       | 100,559       | 20,950     | 4.8               |
| リクアラ県          | Likouala      | アンフォンド     | Impfondo     | 355,570       | 66,044     | 5.4               |
| ニアリ県            | Niari         | ドリシー         | Dolisie      | 334,863       | 25,942     | 12.9              |
| プラトー県          | Plateaux      | ジャンバラ       | Djambala     | 283,421       | 38,400     | 7.4               |
| プール県            | Pool          | キンカラ         | Kinkala      | 394,532       | 32,510     | 12.1              |
| サンガ県            | Sangha        | ウェッソ         | Ouésso       | 209,701       | 55,800     | 3.8               |
| ポワントノワール県* | Poinre-Noire  | ポワントノワール | Poinre-Noire | 1,420,612     | 2,134      | 665.7             |
| ブラザヴィル県*     | Brazzaville   | ブラザヴィル     | Brazzaville  | 2,145,783     | 588        | 3,649             |

* : コミューンと県を兼ねる。

## 下位行政区画
総数は16市・23行政区・682街区、90郡・43都市共同体・3,291集落（2017年3月16日時点）。

### コミューン（市）
コミューンは経済的・社会的・文化的に発展した都市にあてられ、郡と同じく県を構成する。前述したようにブラザヴィルとポワントノワールはコミューンと県を兼ねており、単独で県を形成する。フランス語で基礎自治体を意味し日本における市町村を指すことから、日本語では「市」の訳語があてられることが多い。コミューンは行政区（Arrondissement）、街区（Quartier）の順に細分化される。
コミューンの面積は最小限に抑えられており、近隣の居住地と共に都市圏を形成する。人口は1万人以上がほとんどだが、10万人を超えるコミューンはごくわずかである。2018年推計で人口上位3市はドリシー（10万人）、ポワントノワール（100万人）、ブラザヴィル（190万人）であり、2市の人口が抜きん出ている。

### 郡
郡はコミューンに含まれない地域を管轄する。面積はコミューンよりも広い傾向にあるが、人口は1万人に満たない郡も多い。日本語では地区とも訳される。
郡の下位には2種類の共同体があり、社会的・地理的に密接な関係にある人口集積地は都市共同体（Communauté urbaine）、地方部は農村共同体（Communauté rurale）と呼ばれる。農村共同体は同じ公共サービス・インフラストラクチャーを共有する複数の集落（Village）から成り立ち、中心となる集落の名前を称する。

## 歴史
フランスから独立後、1964年時点で12県（Préfecture）と1つの自治支庁があった。1967年に9つの州（地方とも、Région）に再編された。1980年にプール州からブラザヴィル市が独立し、1市9州となった。1995年2月18日にキュヴェト州から西キュヴェト州が分立し、1市10州となった。
2002年1月20日、新憲法によって州は県に置き換えられた。またブラザヴィル市には県の地位が付与され、11県となった。2003年2月6日にポワントノワール市に県の地位が付与され、クイル県より独立し12県となった。これに伴いクイル県の県都はポワントノワールからロアンゴへ非公式に変更されたが、2011年5月17日に正式なものとなった。
（この節の出典：）

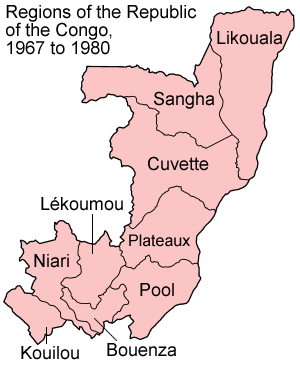
1967年から1980年までの行政区画
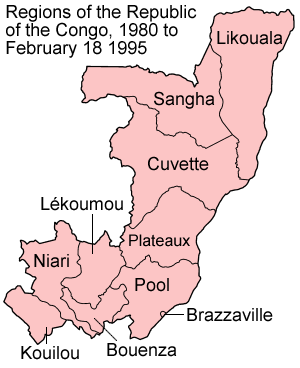
1980年から1995年まで
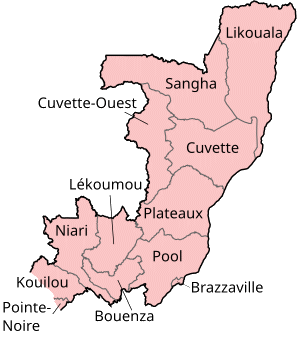
1995年から2003年まで

## 脚註
1. ↑  “Republic of Congo Reference Map (As of 09 July 2019)”.   OCHA (2019年7月8日). 2021年11月6日閲覧。
2. ↑  “Congo, Republic of the #Gorvernment”.  中央情報局 (2021年10月27日). 2021年11月5日閲覧。
3. 1 2 3 4  “LOI N° 3 - 2003 DU 17 JANVIER 2003 FIXANT L'ORGANISATION ADMINISTRATIVE TERRITORIALE” (pdf) (2003年1月17日). 2021年11月6日閲覧。
4. ↑  “Histoire de brazzaville”.   ブラザヴィル市. 2021年11月5日閲覧。
5. 1 2  “Republic of the Congo”.   Citypopulation (2024年1月8日). 2024年2月21日閲覧。
6. 1 2  “Annuaire Statistique du Congo 2018”.   コンゴ共和国国立統計研究所. pp. 27-31(行政区画), 73-75(人口) (2021年2月23日). 2021年11月6日閲覧。
7. ↑  “Districts of the Republic of Congo (Congo Brazzaville)”.   Statoids.com (2015年12月19日). 2021年11月6日閲覧。
8. ↑  “Departments of the Republic of Congo (Congo Brazzaville)”.   Statoids.com (2015年12月19日). 2021年11月6日閲覧。